# Герб Опішні
Герб Опі́шні затверджений 8 жовтня 2009 року рішенням Опішнянської селищної ради.

## Опис герба
На щиті, розтятому на золоте й зелене поля, на семи пагорбах в обернених кольорах стоїть червоно-золотий куманець із рослинним орнаментом (також в обернених кольорах). Щит обрамований декоративним картушем і увінчаний срібною міською короною.
Автор — С. Дерев'янко.

## Значення символів
Золото є символом природного й культурного багатства, зелень відображає розвинуте садівництво, живописну природу. Поєднання цих кольорів також вказує на географічні особливості розташування селища: Опішня розташована на межі лісостепу та степової зони.
Куманець є традиційним опішнянським витвором і підкреслює значущість гончарства, а сім пагорбів — рельєфні особливості розташування селища.